# 1388 Aphrodite
1388 Aphrodite eller 1935 SS är en asteroid i huvudbältet som upptäcktes 24 september 1935 av den belgiske astronomen Eugène Joseph Delporte i Uccle. Det har fått sitt namn efter den grekiska gudinnan Afrodite.
Asteroiden har en diameter på ungefär 21 kilometer och den tillhör asteroidgruppen Eos.